# 水野颯太
水野 颯太（みずの はやた、2000年6月30日 - ）は、静岡県出身のプロサッカー選手。Jリーグ・高知ユナイテッドSC所属。ポジションはフォワード。

## 略歴
地元高校卒業後、桐蔭横浜大学に進学。同大サッカー部の同期は水野自身も含め、のちに13名がプロ入りした。
2022年4月8日、2023年シーズンからのヴァンフォーレ甲府加入内定が発表された。2022年シーズンは特別指定選手としてチームに登録された。
2023年よりヴァンフォーレ甲府に正式加入。2月11日、FUJIFILM SUPER CUP 2023の横浜F・マリノス戦で先発出場しプロデビュー。
2024年8月、いわてグルージャ盛岡に期限付き移籍。
2025年、J3に加盟したばかりの高知ユナイテッドSCに期限付き移籍。
開幕スタメンの座を勝ち取るなど、主に左ウイングバックでプレーし、チームの主力選手として活躍している。
2025年3月15日の明治安田J3リーグ第5節の鹿児島ユナイテッドFCでプロA契約締結条件となるJ3でのプレーが1350分以上に達した。

## 所属クラブ
- 2007年 - 2013年 駒形SSS（静岡市立駒形小学校）
- 2013年 - 2016年 常葉大学附属橘中学校
- 2016年 - 2019年 常葉大学附属橘高等学校
- 2019年 - 2023年 桐蔭横浜大学
  - 2022年4月 - 同年12月  ヴァンフォーレ甲府（特別指定選手）[7]
- 2023年 -  ヴァンフォーレ甲府
  - 2024年8月 - 同年12月  いわてグルージャ盛岡（期限付き移籍）
  - 2025年 -   高知ユナイテッドSC（期限付き移籍）

## 個人成績
| 国内大会個人成績 | 国内大会個人成績 | 国内大会個人成績 | 国内大会個人成績 | 国内大会個人成績 | 国内大会個人成績 | 国内大会個人成績 | 国内大会個人成績 | 国内大会個人成績 | 国内大会個人成績 | 国内大会個人成績 | 国内大会個人成績 |
| 年度             | クラブ           | 背番号           | リーグ           | リーグ戦         | リーグ戦         | リーグ杯         | リーグ杯         | オープン杯       | オープン杯       | 期間通算         | 期間通算         |
| 年度             | クラブ           | 背番号           | リーグ           | 出場             | 得点             | 出場             | 得点             | 出場             | 得点             | 出場             | 得点             |
| 日本             | 日本             | 日本             | 日本             | リーグ戦         | リーグ戦         | リーグ杯         | リーグ杯         | 天皇杯           | 天皇杯           | 期間通算         | 期間通算         |
| ---------------- | ---------------- | ---------------- | ---------------- | ---------------- | ---------------- | ---------------- | ---------------- | ---------------- | ---------------- | ---------------- | ---------------- |
| 2022             | 桐横大           | 10               | 他               | -                | -                | -                | -                | 2                | 0                | 2                | 0                |
| 2023             | 甲府             | 28               | J2               | 4                | 0                | -                | -                | 0                | 0                | 4                | 0                |
| 2024             | 甲府             | 28               | J2               | 3                | 0                | 0                | 0                | 2                | 0                | 5                | 0                |
| 2024             | 岩手             | 45               | J3               | 14               | 1                | -                | -                | -                | -                | 14               | 1                |
| 2025             | 高知             | 19               | J3               |                  |                  |                  |                  |                  |                  |                  |                  |
| 通算             | 日本             | 日本             | J2               | 7                | 0                | 0                | 0                | 2                | 0                | 9                | 0                |
| 通算             | 日本             | 日本             | J3               | 14               | 1                | -                | -                | -                | -                | 14               | 1                |
| 通算             | 日本             | 日本             | 他               | -                | -                | -                | -                | 2                | 0                | 2                | 0                |
| 総通算           | 総通算           | 総通算           | 総通算           | 21               | 1                | 0                | 0                | 4                | 0                | 25               | 1                |

- 2022年 特別指定選手としての公式戦出場無し

そのほかの公式戦
- Jリーグ初出場 - 2023年2月18日 J2第1節 モンテディオ山形戦 (JITリサイクルインクスタジアム)
- Jリーグ初得点 - 2024年9月29日 J3第30節 ギラヴァンツ北九州戦 (いわぎんスタジアム)

- 2023年
  - スーパーカップ 1試合0得点

## タイトル

### クラブ
桐蔭横浜大学サッカー部
- 全日本大学サッカー選手権大会（2022年）

## 選抜・代表歴
- 2022年 U-23日本代表
- 2022年 全日本大学選抜[8]